# Каска (Берсерк)
Каска (яп. キャスカ) — персонаж аніме та манґи «Berserk». Найманець, командир одного із загонів Банди Яструба.

## Біографія
Каска народилася в бідній селянській сім'ї на кордоні між королівством Мідланд та Імперією Тюдор. Коли їй було 12 років, сім'я віддала дівчинку в служниці дворянину, що проїздив повз села, але дорогою дворянин спробував її зґвалтувати. У вирішальний момент з'явився Гриффіт і дав Касці меч, яким вона і вбила ґвалтівника. Після цього Каска залишилася в Банді Яструба, з часом отримавши місце командира загону.
Коли Гриффіта ув'язнили в темниці Мідланда, Каска очолила залишки Банди Яструба і разом з Ґатсом організувала порятунок Ґриффіта. Під час затьмарення, Ґриффіт, який перетворився на Фемто, зґвалтував її, унаслідок чого Каска втратила ґлузд. Після цієї події її розум впав до рівня трирічної дитини, і вона не пам'ятає нікого з колишніх друзів.
Каску з Ґатсом врятував Лицар-Череп. Через зґвалтування Гриффитом у формі Фемто її дитина стала демоном (Дитя-демон). Через рік після Затьмарення Каска втекла до міста Альбіон, де її схопила і намагалася спалити інквізиція за звинуваченням у чаклунстві. Ґатс встиг врятувати її і забрав з собою, з ним вона і залишається, не зважаючи на те, що під час одного з нападів безумства Ґатс намагався вбити її, і тепер Каска ненавидить і боїться його. Проте її почало тягнути до однієї з супутниць Ґатса — Фарнези.